# Forêt de Jouy
La forêt de Jouy est un massif forestier de 1 956 hectares dont 1 632 hectares de forêt domaniale, situé en Seine-et-Marne.
Située sur le plateau briard, elle se trouve à une soixantaine de kilomètres au sud-est de Paris. La forêt se situe à 10 km au nord-ouest de Provins.
Elle se situe principalement sur le territoire de la commune de Chenoise, le reste est réparti entre Saint-Just-en-Brie à l'ouest, Saint-Hilliers à l'est et Jouy-le-Châtel au nord.

## Géographie physique
La forêt de Jouy est située sur le plateau de la Brie. La forêt a un relief vallonné, avec un point haut à 169 mètres à l'est et un point bas au sud-ouest sur l'Yvron à 134 mètres.
C'est une forêt qui s'étire du sud-ouest au nord-ouest sur environ 12 km, avec une largeur moyenne de 2 km. Si la forêt est constituée d'un seul tenant, elle est profondément entaillée par les défrichements, notamment autour des fermes de Jouy l'Abbaye et de Saint-Antoine. La forêt est directement prolongée à l'est par le bois Francs et le bois de Quincy.
La forêt est traversée en son centre à la perpendiculaire par la RD 231 reliant Lagny-sur-Marne à Provins, ainsi que par des routes secondaires comme la RD 75 et la route de Saint-Antoine au centre, la RD 12 au sud-ouest et la RD 75a à l'est.
À l'instar de la plupart des autres forêts de la Brie, la forêt de Jouy est découpée de manière géométrique par plusieurs chemins (route Jacques, route du Milieu, route Gendarme, etc.).
La forêt est traversée dans sa longueur par trois chemins : la Voie aux Moines au nord, la Haute Route au centre et la Basse Route au sud.
Elle est bordée au sud par l'Yvron et le Réveillon au nord. Le ru de l'Abbaye y prend sa source au nord-est. Elle se situe en quasi-intégralité sur le bassin de l'Yerres, partagée entre les sous-bassins de la Visandre au nord et de l'Yvron au sud.

## Géographie administrative
La forêt de Jouy s'étend sur quatre communes de Seine-et-Marne :
- Chenoise
- Saint-Just-en-Brie
- Saint-Hilliers
- Jouy-le-Châtel

## Géologie
La forêt de Jouy repose sur le plateau calcaire briard, au sol peu perméable.
La forêt abrite peu de milieux humides, avec la présence de rares mares et cours d'eau intermittents. On y trouve un gouffre.

## Histoire
Les nombreuses découvertes mobilières faites depuis le XIXe siècle témoignent d'une occupation humaine continue depuis la période néolithique. La forêt de Jouy constituait une marche forestière entre les peuples gaulois des Meldes au nord et des Sénons au sud. Une sépulture gauloise a été découverte en 1965.
La forêt de Jouy constitue le reliquat d'un ensemble forestier plus vaste (Brigia Sylva) qui couvrait une grande partie de la Brie. La forêt, qui s'étirait vers le nord-est jusqu'aux actuels bois des Marêts et bois du Buisson, a été progressivement entamée par une ceinture de défrichements réalisés au Moyen Âge.
Le bois d'Anceau, enclavé dans la forêt de Jouy, aurait été acquis sur les conseils de Bernard de Clairvaux par Pierre de Castel et Milon de Naud. Dès 1124, le monastère de Jouy l'Abbaye était en état de fonctionnement. Les défrichements furent favorisés par les comtes de Champagne. La Voie aux Moines, en bordure de la forêt de Jouy, était un axe de défrichement vers l'ouest partant des Chapelles d'en haut et Chapelles d'en bas pour atteindre le défrichement de Noas.
La carte de Cassini montre que la forêt a peu évolué depuis le XVIIIe siècle.
À partir de 1861, l’État regroupe et acquiert les différentes parcelles.

## Faune et flore

### Flore
La forêt de Jouy est majoritairement constituée de chênes rouvres et pédonculés. La forêt compte des arbres remarquables, notamment le chêne Montauban âgé de plus de 370 ans qui se trouve le long du GR 11.
Parmi les plantes, on compte l'épipactis violacé, le trifolium medium et le thelypteris palustris.

### Faune
La faune est pour l'essentiel constituée de renards, sangliers, chevreuils, lièvres, etc.
Le lézard vivipare est présent.
Parmi les espèces d'oiseaux, on retrouve le pic épeichette et le rougequeue à front blanc.

## Gestion forestière
L'ONF a pour mission d'assurer la pérennité du massif grâce à son entretien tout en garantissant un développement durable. Elle se doit de concilier l'intérêt sylvicole avec l'intérêt du public. Son principal objectif est l'accueil du public, comme toutes les forêts dites périurbaines. Elle assure par ailleurs une mission de production de bois, dont la vente aux exploitants forestiers couvre partiellement le financement de l'entretien et de la préservation du massif.
La forêt compte trois maisons forestières : Beau Chêne, Fays et Sud.
La gestion forestière prend aujourd'hui en compte le développement durable, c'est-à-dire les enjeux biologiques et écologiques, ce qui n'était pas le cas il y a seulement trente ans. Plus spécifiquement dans le massif, les milieux écologiques spécifiques comme les mares sont protégés.

## Gestion administrative
Forêt domaniale, le massif est la propriété de l'État français, qui en délègue la gestion à l'office national des forêts. L'État assure le financement de l'entretien mais les collectivités locales sont également associées aux décisions.
Les massifs forestiers franciliens sont soumis à d'intenses pressions foncières et urbaines. Ce n'est pas le cas de la forêt de Jouy, située dans un secteur rural relativement loin de Paris, où l'habitat est peu dense et dispersé.
La forêt de Jouy est classée zone naturelle d'intérêt écologique, faunistique et floristique.

## Aménagement
L'aire de pique-nique du Beau Chêne se trouve au centre de la forêt près de la maison forestière du Beau Chêne.
La forêt de Jouy est traversée par le GR 11.

## Sociologie
La forêt de Jouy, située en zone rurale, reste peu fréquentée en comparaison d'autres forêts de la région parisienne comme la forêt de Fontainebleau. Toutefois c'est un lieu apprécié des habitants des communes du secteur (Provins, etc.) pour la détente et le sport.

## Pour approfondir